# 후타다촌
후타다촌(二田村)은 니가타현 가리와군에 있던 촌이다.

## 역사
- 1889년 4월 1일 - 정촌제 시행에 수반해 가리와군 후타다촌이 성립하였다.
- 1959년 4월 10일 - 후타다촌이 분립해 아사히정의 일부 구역과 합병해 니시야마정이 되었고, 후타다촌의 일부는 가리와촌에 편입되어 소멸하였다.

## 참고문헌
- 『市町村名変遷辞典』東京堂出版、1990年。